# Александровка (Караидельский район)
Алекса́ндровка (Русский Кудаш, баш. Александровка) — село в Караидельском районе Республики Башкортостан Российской Федерации. Входит в состав Кирзинского сельсовета. Проживают русские.

## Топоним
Фиксировалась также под названием Русский Кудаш, что соотносится с названием соседних деревень Тат-Кудаш и Верхний Казмаш.

## География

### Географическое положение
Расстояние до:
- районного центра (Караидель): 60 км,
- центра сельсовета (Кирзя): 25 км,
- ближайшей ж/д станции (Щучье Озеро): 156 км.

## Население
| 2002 | 2009 | 2010 |
| ---- | ---- | ---- |
| 135  | ↘43  | ↘41  |

Национальный состав
Согласно переписи 2002 года, преобладающая национальность — русские (53 %).

## История
Бывший административный центр Верхнеказмашевского сельсовета, вошедший в 1998 году в состав Кирзинского сельсовета.

## Известные уроженцы
- Дульцев, Василий Семёнович (8 ноября 1931 — 16 декабря 2014) — оператор лесопогрузчика, Герой Социалистического Труда.

## Инфраструктура
Личное подсобное хозяйство с зоной сельскохозяйственного использования, индивидуальная застройка усадебного типа.